# Guatteria clusiifolia
Guatteria clusiifolia é uma espécie de magnólia .  Foi descrito pela primeira vez por David Mark Johnson e Nancy A. Murray .  Guatteria clusiifolia pertence ao gênero Guatteria, e família Annonaceae. Não existe esse tipo listado. 